# Fourques (Gard)
Fourques ist eine französische Gemeinde mit 2701 Einwohnern (Stand 1. Januar 2022) im Département Gard der Region Okzitanien.

## Geografie
Fourques liegt an der Grand Rhône und der im Gemeindegebiet abzweigenden Petit Rhône, deren Mündungsbereiche weiter südlich die Landschaft Camargue bilden. Die Flüsse bilden außerdem die Gemeindegrenze von Fourques, die auch die Grenze zum Département Bouches-du-Rhône bildet. Im Norden grenzt die Gemeinde an Beaucaire, im Osten und Süden an Arles, im Südwesten an Saint-Gilles und im Nordwesten an Bellegarde.
Der Ortsname leitet sich aus den geografischen Gegebenheiten ab: Der Name Fourques entstammt dem Wort fourche, was Gabel bedeutet. Dies geht auf die Abzweigung der Petit Rhône von der Grand Rhône zurück.

## Bevölkerungsentwicklung
| Jahr      | 1962 | 1968 | 1975 | 1982 | 1990 | 1999 | 2009 | 2017 |
| Einwohner | 1489 | 1492 | 1614 | 2047 | 2251 | 2544 | 2897 | 2891 |

## Sehenswürdigkeiten

### Römerzeit
Schon im 2. Jahrhundert existierte in Fourques eine Brücke über die Petit Rhône. Diese war der Teil einer Nebenstrecke der Via Domitia. Damals gab es eine römische Villa, deren Standort genau bekannt ist. Zu Beginn des 19. Jahrhunderts wurden erste Überreste aus der Römerzeit gefunden. Nachdem dieser lange Zeit einfach am Kanalufer stehen geblieben war, sorgte der Bürgermeister von Fourques erst im Jahr 1954 für eine Restaurierung des Fundes. Im selben Jahr entdeckte ein Bauer zwei Säulen aus römischer Zeit.

### Kirche
Für die Pfarrgemeinde, die früher zum Erzbistum Arles gehörte, spielen zwei Heilige eine besondere Rolle. Zum einen ist dies Saint-Sixte, bei dem es sich um den Schutzpatron des Ortes handelt. Martin von Tours ist der Namensgeber der lokalen Kirche. Diese entstand ursprünglich im 15. Jahrhundert. Während der Hugenottenkriege verbrannte sie und wurde später erneuert. Das Pfarrhaus stammt aus dem 18. Jahrhundert. 1841 wurde die Kirche vergrößert, 1859 wurde ihr alter Altar ersetzt. Am 10. November 1980 wurden mehrere Elemente der Kirche zu Monuments historiques erklärt.

### Schloss
Im Jahr 1070 wurde das Schloss von Fourques erstmals erwähnt. Es diente damals dem Schutz der Grenze Frankreichs mit dem Heiligen Römischen Reich, die von der Rhône gebildet wurde. Dieses Schloss hat eine viereckige Form, wobei sich an jeder Ecke ein Turm befindet. Die heute vorhandenen Außenmauern stammen vermutlich aus dem 12. Jahrhundert. Zu dieser Zeit, im Jahr 1180, wurde das Schloss von Alfons II. belagert. Es befand sich damals im Besitz des Grafen von Toulouse. 1215 wurde Simon de Montfort rechtmäßiger Besitzer der Region und somit auch des Schlosses. 1229 ging es in königlichen Besitz, also in den Besitz Frankreichs, über. Im 17. Jahrhundert wurde es schließlich von Ludwig XIV. verkauft. Fortan war es bis zur Französischen Revolution in Besitz der Familie Créquy.

### Brücke
Die Brücke von Forques (französisch Pont de Fourques) befindet sich an der Petit Rhône und verbindet Fourques mit der Stadt Arles. Sie ist insgesamt 157 Meter lang und vier Meter breit. Heute trägt sie die Departementsstraße 11 von Nîmes nach Arles.
Die Genehmigung zum Bau der Hängebrücke wurde am 10. Juli 1828 erteilt. Am 1. April 1830 wurde die Brücke schließlich eröffnet. Genau drei Jahre später, am 1. April 1833, fiel der zunächst fällige Brückenzoll weg. 1909 ersetzen Metallträger die bis dahin verwendeten Stützen aus Holz. Am 29. August 1944 wurde die Brücke von den sich zurückziehenden deutschen Truppen schwer beschädigt. 1946 wurde sie wiedereröffnet. Seitdem wurden diverse Restaurierungsarbeiten an der Brücke durchgeführt. 1988 wurde die Brücke als Monument historique klassifiziert.